# Guerrilla Television
Guerrilla Television és el nom d'un moviment de videoart que va tenir lloc principalment als Estats Units durant les dècades dels 60 i dels 70. El terme Guerrilla Television va ser creat per Michael Shamberg l'any 1971, amb la intenció de construir una alternativa a la televisió comercial. El moviment s'inspira en les teories sobre els mitjans de comunicació de massa de Marshall McLuhan i en els moviments contraculturals de l'època, alhora que aprofita l'aparició dels equips portàtils de vídeo, com el portapak, que permetien que tothom pogués fer la seva pròpia televisió.
Els artistes dels anys 60 i 70 van viure un període de grans canvis polítics i socials. Un moment en el qual els mitjans de comunicació de massa van adquirir una gran importància, especialment la televisió. Els artistes van prendre consciència del control i manipulació a què eren sotmesos els mitjans de comunicació de massa i es van qüestionar quin tipus de rol havien de tenir l'art i els artistes respecte a aquests mitjans, en particular, i la societat, en general. Van aparèixer moviments contraculturals que van desenvolupar accions destinades a tota mena de lluites socials i amb la finalitat de transformar la societat. Els artistes d'aquella època van veure el vídeo com una oportunitat per canviar la societat en què vivien, que estava excessivament influenciada per la televisió.

## Context històric
Les dècades dels anys 60 i 70 van resultar molt fructíferes des d'un punt de vista artístic. Es van produir una sèrie de canvis i ruptures radicals amb els models estètics existents, que van portar a l'aparició de nous moviments artístics. Tot i la varietat de moviments (art pop, minimal i art pobre, art natura, Fluxus, art conceptual), tots van poder coexistir en el mateix moment del temps i van poder intercanviar formes i mitjans d'expressió artístics, tecnològics i de reproducció. D'aquesta manera, artistes que procedien d'altres disciplines van començar a experimentar amb altres arts visuals, com el cinema i el vídeo.
La utilització que es va fer del vídeo des del punt de vista artístic està molt relacionada amb el context polític, social i cultural de l'època. El vídeo va constituir una eina de crítica social i política durant els anys 60.

### La dècada del 1960
Durant la dècada del 1960, es va produir un canvi general en la mentalitat respecte a la generació anterior, perquè durant els anys 50 s'havia mantingut una actitud excessivament crèdula amb el poder polític i religiós.
L'any 1963 va morir el Papa Juan XXIII, que tenia un gran prestigi, i va ser substituït per un Papa més dur i conservador, Pau VI, que va implementar una política més retrògrada.
En l'àmbit polític, els líders de l'època eren per un costat John F. Kennedy, representant el capitalisme, i per l'altre, representant el comunisme, hi havia Kruchev, Mao, Fidel Castro i el Che Guevara. Durant la dècada dels 60, es va produir un canvi general en la mentalitat de la gent respecte al de la generació anterior perquè durant la dècada dels anys 50 la gent havia mantingut una actitud excessivament crèdula amb el poder polític i religiós. Respecte al poder religiós, l'any 1963 mor el Papa Juan XXIII, que tenia un gran prestigi, i és substituït per un Papa més dur i conservador, Pau VI, que va implementar política més retrògrada.
En l'àmbit polític, els líders que hi havia en aquella època eren per un costat John F. Kennedy, representant el capitalisme, i per l'altre, representant el comunisme, hi havia Kruchev, Mao, Fidel Castro i el Che Guevara. Però l'any 1967 el Che Guevara va morir, convertint-se en un mite, Kruchev va ser acusat de traïció ideològica l'any 1964 i Kennedy va morir assassinat l'any 1963 a Dallas. Les idees de pacifisme i igualtat de Kennedy van ser substituïdes per les polítiques de repressió i violència del president Lyndon B. Jonhson, que va ordenar carregar contra els estudiants i els manifestants negres als Estats Units i a l'exterior, va bombardejar Vietnam i Cambodja.
Ja des de la dècada dels anys 50, amb una Europa que encara s'estava recuperant de la Segona Guerra Mundial, els Estats Units s'havien convertit en un dels països més representatius del món occidental i un model de progressisme. Això també va afectar l'art, ja que molts artistes i intel·lectuals van emigrar a Nord Amèrica després de la Segona Guerra Mundial. Estats Units exercia una gran influència en la resta de països occidentals, però també tenia nombrosos conflictes interns: els moviments de hippies i estudiants es van oposar obertament a les polítiques del país i en contra de la discriminació racial, que va generar grans conflictes després dels assassinats de Malcolm X l'any 1965 i de Martin Luther King l'any 1968.

### La dècada del 1970
Durant la dècada del 1970, la corrupció política va quedar al descobert als Estats Units. El president Richard Nixon va ser rebutjat després que l'escàndol del cas Watergate fos destapat i es va donar a conèixer el dossier Mach, que va desvetllar Kennedy com un polític deshonest, que no havia tingut una vida familiar tan exemplar com havia fet creure als ciutadans nord-americans i havia estat el primer iniciador de la política dels Estats Units amb Vietnam.
Els estudiants universitaris se sentien frustrats davant la corrupció i el valors imperants de la societat. Per aquest motiu, es van agrupar en organitzacions estudiantils d'esquerra amb la finalitat de denunciar la guerra i la discriminació racial i mostrar-se a favor del pacifisme i la igualtat entre races. Aquests moviments es va estendre per altres països i van donar lloc a les revoltes culturals de Woodstock als Estats Units i del Maig del 68 a Europa. Els estats van respondre de manera violenta, amb fortes càrregues policials contra els manifestants.
La dècada dels anys 70 és considerada un període fèrtil a nivell artístic, ja que es van produir canvis i ruptures radicals amb els models estètics establerts que van afavorir la proliferació de nous moviments artístics i noves formes i mitjans d'expressió de l'art.

## Orígens i influències

### Raindance Corporation
Raindance Corporation era un col·lectiu format per estudiants d'art de la Universitat de Califòrnia, entre els quals hi havia Michael Shamberg i Paul Ryan. Paul Ryan era estudiant i assistent d'investigació de Marshall McLuhan. Alguns dels membres que inicialment formaven part de la Raindance Corporation es van inclinar més pel vídeoart, com Juan Downey, Frank Guillette o Ira Schneider; mentre que d'altres van donar pas a l'aparició de col·lectius que es van dedicar a realitzar documentals (Michael Shamberg, Megan Williams, Dudley Evenson).
Quan es van produir els primers vídeos, durant la dècada dels anys 70, es van poder distingir dos tipus de videoartistes que produïen dos tipus de treballs diferents: els grups comunitaris, que treballaven de manera participativa i volien oferir informació diferent a la dels mitjans de comunicació de masses; i un altre grup més interessat en la vessant artística i en cercar nous llenguatges i nous canals de comunicació entre l'espectador i el receptor, amb l'objectiu de promoure processos de transformació social.

### Marshall McLuhan
Marshall McLuhan era professor universitari i teòric sobre els mitjans de comunicació de masses. Va suposar una gran influència per als artistes de l'època que es dedicaven al vídeo i molts d'ells, com Bill Viola, reconeixien haver llegit la seva obra.
Una de les tesis més importants de McLuhan diu que “el mitjà és el missatge”. Significa que el mitjà de comunicació no és només el vehicle que serveix per transmetre els missatges, sinó que és el seu propi missatge. El missatge és el tema del mitjà i el seu objectiu és transmetre’l. McLuhan considerava que l'aspecte més important de la comunicació és poder-la establir i que el missatge no té valor en ell mateix, perquè pot ser modificat i manipulat pel mateix mitjà. Però també considerava que les tecnologies poden ajudar a crear nous mitjans que produeixin un art que es converteixi en contra-mitjà o antídot contra els mitjans de comunicació de masses .

## Concepte i idees
El concepte Guerrilla Television va ser creat per Michael Shamberg i fa referència al paper alienador que tenen els mitjans de comunicació de massa (televisió, ràdio i premsa), així com la fotografia instamatic i el Super 8, i que Shamberg anomenava “Media America”.
La "televisió guerrillera" va derivar en un determinat tipus de vídeo activista, que comportava una observació irònica de la realitat social i una revolució estilística que anava contra les convencions de la televisió. Shamberg la definia com “l'aplicació de les tècniques de guerrilla en el terreny de l'elaboració de la televisió, és la televisió popular, és fer-se la seva pròpia televisió”.

### El llibreGuerrilla Television
El terme Guerrilla Television prové del llibre titulat amb el mateix nom. Va ser escrit per Michael Shamberg i per Raindance Corporation l'any 1971. Una de les principals idees del llibre és que estableix una certa analogia entre el vídeo i la impremta de Guttenberg, ja que tots dos elements suposaven una evolució tecnològica que serviria per facilitar la descentralització i l'accessibilitat. El llibre també fa referència al paper alienador dels mitjans de comunicació de masses en la societat nord-americana i justifica l'ús del terme "guerrilla” com un pont que simbolitza el pas d'una forma antiga de conscienciació a una altra de nova.

### Els mitjans tècnics
La introducció del vídeo en l'art durant els anys 60 va representar la incorporació de la tecnologia més avançada del moment.
En aquella època Sony comercialitzava unes càmeres de vídeo portàtils anomenades Portapack. El llibre Guerrilla Television senyala els nous mitjans tecnològics de l'època (el portapack, la televisió per cable i les cines de vídeo) com l'alternativa als mitjans de comunicació de masses. Aquests mitjans suposaven una alternativa tant a nivell de producció, perquè tots els membres podien participar perquè no requerien estructures rígides i jeràrquiques; com a nivell d'expressió, perquè els seus vídeos tenien voluntat de servei i no estaven sota el servei a la publicitat.
L'aparició d'aquest tipus de càmera va ser transcendental per al moviment perquè va permetre al vídeoartistes la possibilitat d'experimentar amb un mitjà que consideraven que fins llavors havia només podia estar controlat per l'estat.

### La revista Radical Software
Radical Software és una revista publicada pel col·lectiu Raindance entre els anys 1970 i 1974, concretament va ser creada i editada per Beryl Korot i Phyllis Gershuny. Tractava continguts variats: informacions i consells tècnics sobre vídeo, assajos, manifestos, teories estètiques i socials i articles relacionats amb la cultura underground i amb el moviment hippie de l'època. La revista es va convertir en un centre neuràlgic i una gran xarxa de comunicació per tot el moviment de vídeo alternatiu.   

## Grups
El festival de Woodstock de l'any 1969 va ser l'esdeveniment que va servir per impulsar el moviment de la Guerrilla Television, perquè va donar lloc a l'aparició de diversos col·lectius radicalitzats, amb un interès en lluitar contra la televisió i alhora utilitzar el propi mitjà, a través del vídeo, per revolucionar el món. Els grups més destacats dels Estats Units eren: Artist’s Television, Guerrilla Television, Alternate Media Center, Open Chanel, Peoples's Video Theater, Global Village, Raindance, TVTV, Ant Farm, Telethon, Optic Nerve i Video Free America. Els grups europeus més destacats eren Videoheads (Amsterdam), Telewissen (Alemania), TVX (Londres) i Vídeo-Nou (Barcelona).
Cadascun dels grups funcionava com una cooperativa, tenia una organització flexible i els seus membres treballaven en un entorn econòmic relativament estable, doncs acordaven contractes amb cadenes i inversors. Aquest tipus de grups cooperativistes van ser creats amb la finalitat que la comunitat fos substituïda per la propietat privada, els seus treballadors rebessin salaris adequats, la presa de decisions fos de manera col·lectiva en reunions obertes i eliminar tota mena de discriminació. No obstant això, a la pràctica, no es va poder mantenir l'estabilitat i els membres es va anar revelant, a causa que les persones que estaven al capdavant no van saber mantenir una organització democràtica i igualitària.
El treball dels col·lectius contra-televisius té un valor històric i una rellevància social i cultural important, perquè ofereixen documents televisius d'una etapa clau de la història. Sense l'existència d'aquestes obres, només hagués romàs la visió dels mitjans de comunicació dominants.

### Raindance
Raindance produïa cintes de vídeo que relacionaven la televisió amb l'art i el canvi social. Mostrava imatges del carrer, entrevistes realitzades en el seu estudi i extractes d'emissions de la televisió, que combinaven amb comentaris irònics sobre la variabilitat de la societat i la complexitat de les relacions de poder. Uns dels projectes d'aquest grup era “The Center of Desentralized Television” (Centre de Coordinació de la Televisió Descentralitzada), que consistia en la creació d'una vídeo-galeria amb la finalitat de difondre productes videogràfics, diaris i altres publicacions alternatives, així com serveis comunitaris. Aquest projecte simbolitzava el rebuig a l'organització, burocràcia i jerarquia de les institucions tradicionals.  

### TVTV
El col·lectiu TVTV (Top Value Television) va ser format l'any 1972 a Los Angeles per alguns dels membres provinents de Raindance, com Michael Shamberg, Megan Williams, Dean Evenson i Dudley Evenson. Els seus projectes consistien en la realització de programes de televisió utilitzant només portapacks, amb la finalitat de canviar la televisió. El seu programa més destacat era "Super Vision-Tales of Television" (1976-1977).

### Telethon
El col·lectiu Telethon, format a Los Angeles per Billy Adler, John Margolies i Ilene Segalove, denunciava l'excessiu nombre d'hores diàries que els americans dedicaven a veure la televisió. Va crear una sèrie de videoinstal·lacions titulades “The TV Environment” que reproduïen sales d'estar típiques de les cases de les famílies nord-americanes de classe mitjana, incloent l'aparell de televisió. Els aparells de televisió estaven en funcionament i mostraven un vídeo a manera de collage, amb una barreja de diferents imatges televisives, amb la finalitat de mostrar les contradiccions de la televisió comercial i incitar a la reflexió.

### Global Village
Global Village era un grup que va ser format per John Reilly i Rudi Stern. Inicialment, es dedicava a realitzar espectacles amb múltiples monitors, però posteriorment van passar a posar en marxa projectes relacionats amb comunitats i sector oprimits.

### Optic Nerve
El grup Optic Nerve va ser creat a San Francisco per Sherrie Rabinowitz, Lynn Adler, Jules Backus, Mya Shore, Bill Bradbury, John Rogers i Jim Mayers, amb la finalitat de descentralitzar els mitjans de comunicació de massa per assolir una veritable democràcia. La seva obra més coneguda és Fifty Wonferful Years, que critica el certamen de Miss Califòrnia de l'any 1973 i es mostra a favor del moviment d'alliberament de la dona.

### Open Channel
El col·lectiu Open Channel va ser fundat per Theodora Sklover a Manhattan a principis dels anys 60, amb la finalitat de produir una televisió d'accés públic.

## El final del moviment
Finalment, la Guerrilla Television no va suposar una alternativa als mitjans de comunicació de massa nord-americans. Entre altres motius, perquè el moviment va acabar quan hi va fer el moviment contracultura. Després de la revolució cultural de la dècada dels 70, es van imposar de nou els valors conservadors. Els integrants del moviment creien que es tractava d'un moviment atemporal, que s'havia enfrontat a l'establishment conservador que dominava els mitjans de comunicació de massa i altres àmbits de la societat, com les universitats, els governs i les grans empreses, i que el seu enfrontament amb la televisió de masses acabaria derivant en uns transformació de les institucions existents. Però Guerrilla Television estava limitada a la duració del moviment contracultural del que formava part.
A més de les persones que integraven el moviment, també van ser responsables de la seva desintegració altres factors aliens, com els canvis ràpids que es van produir en els sistemes de gravació i emissió del vídeo i que van transformar el mitjà, convertint-lo en ordinari. La televisió nord-americana va experimentar gran canvis: la revolució de la televisió per cable; el creixent nombre d'emissions públiques i de finançament de l'estat destinat a mitjans mediàtics; la transformació de la indústria de la televisió als Estats Units, que va ser monopolitzada per tres grans corporacions; i els canvis en les polítiques de regulació d'emissions.
Inicialment, Guerrilla Television havia nascut amb l'objectiu d'encapçalar un moviment polític contestatari, però amb el pas del temps va acabar actuant com un model de televisió que pretenia convertir-se en un exemple a seguir com a reforma de la televisió i van acabant produint programes adequats per ser emesos per la televisió, aparcant així la seva agenda política.